# Santillana
Carlos Alonso González, mest känd som Santillana, född 23 augusti 1952 i Santillana del Mar i Kantabrien, är en spansk f.d. fotbollsspelare som gjorde 56 landskamper för Spanien och 461 matcher för Real Madrid 1971–1988 innan han lade skorna på hyllan för gott.